# Sloan Farrington
Sloan Farrington est un skipper bahaméen né le 17 mai 1923 à Nassau et mort en 1997.

## Carrière
Sloan Farrington obtient une médaille de bronze olympique de voile en classe Star aux Jeux olympiques d'été de 1956 de Melbourne.